# Perilampus stygicus
Perilampus stygicus är en stekelart som beskrevs av Léon Abel Provancher 1888. Perilampus stygicus ingår i släktet Perilampus och familjen gropglanssteklar. Inga underarter finns listade i Catalogue of Life.